# Deer Range (Luisiana)

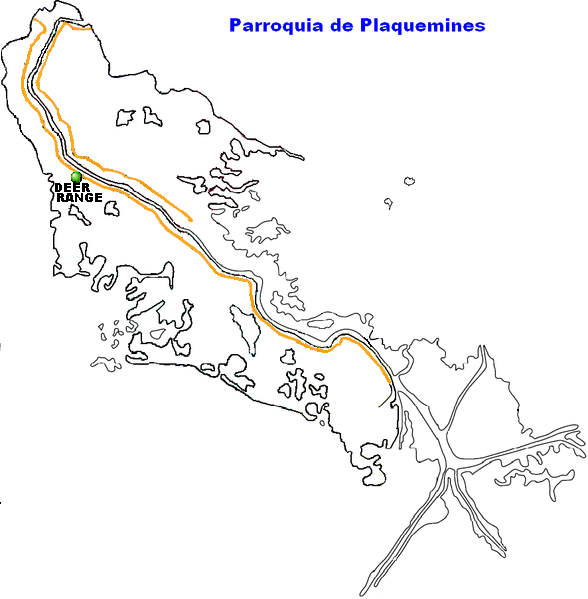
Localización de Deer Range en el mapa de la Parroquia de Plaquemines.

Deer Range es una pequeña comunidad ubicada sobre el delta del Misisipi, dentro de la parroquia de Plaquemines, en el estado de Luisiana, Estados Unidos.

## Geografía
La localidad de Deer Range se localiza en 29º 36' 32" N 89º 53´ 46"O. Esta comunidad posee menos de un metro de elevación sobre el nivel del mar, convirtiéndola una zona proclive a las inundaciones. Su población se compone de menos de doscientos habitantes. Esta comunidad se localiza a 43 kilómetros de Nueva Orleans la principal ciudad de todo el estado, y a 527 kilómetros del aeropuerto internacional más cercano, el (IAH) Houston George Bush Intercontinental Airport.